# المسيحية في ليبيا
تُشكل المسيحية في ليبيا ثاني أكثر الديانات إنتشاراً بين السكان بعد الإسلام، ويشكل أتباع الديانة المسيحية حوالي 2.7% من مجمل السكان. ويعود الانتشار العلني للمسيحية في المنطقة إلى أواخر الحكم الروماني وبداية الحكم البيزنطي، واعتنق العديد من السكان خاصةً من الأمازيغ الديانة المسيحية وقد بُنيت الكنائس على مساحة المنطقة، وأنتجت المنطقة العديد من الشخصيات الذين كان لهم تأثير كبير في العالم المسيحي، بما في ذلك الإنجيلي مرقس وسمعان القوريني وآريوس وسينيسيوس وفيكتور الأول وإسطفانوس الليبي. لكن بدأ الانتشار المسيحي بالانحسار مع وصول الفتح الإسلامي في القرن السابع الميلادي. في عام 1911 أُستعمرت ليبيا من قبل إيطاليا، وشهدت الطائفة الكاثوليكيَّة نمواً هائلاً في تلك السنوات، حيث تم بناء العديد من الكنائس الجديدة لصالح الجالية الإيطالية والمالطية المتنامية والتي قامت بالإستيطان في الأراضي الليبية.
قدّر مركز بيو للأبحاث في عام 2010 أعداد المسيحيين في ليبيا بحوالي 170,000 نسمة، وقُدر عدد أتباع الكنيسة القبطية الأرثوذكسية بحوالي 60,000 نسمة، وهناك حضور لعدد من الكنائس الأرثوذكسية الأخرى مثل الكنيسة الروسية الأرثوذكسية والكنيسة الصربية الأرثوذكسية والكنيسة اليونانية الأرثوذكسية والذين يُقّدر عددهم بحوالي 10,000.
أمّا أتباع الكنيسة الرومانية الكاثوليكية فتقدر أعدادهم بحوالي 100,000 نسمة، معظمهم من المنحدرين من أصول إيطاليّة ومالطية والذي يعود تواجدهم في ليبيا إلى الاستعمار الإيطالي، بالإضافة إلى كل من العمال الأوروبيين في الشركات والممرضات الأوروبيات في المستشفيات الليبية. وكذلك يوجد عدد اقل من الأنجليكان وأغلبهم من المهاجرين الأفارقة.

## تاريخ

### العصور الأولى

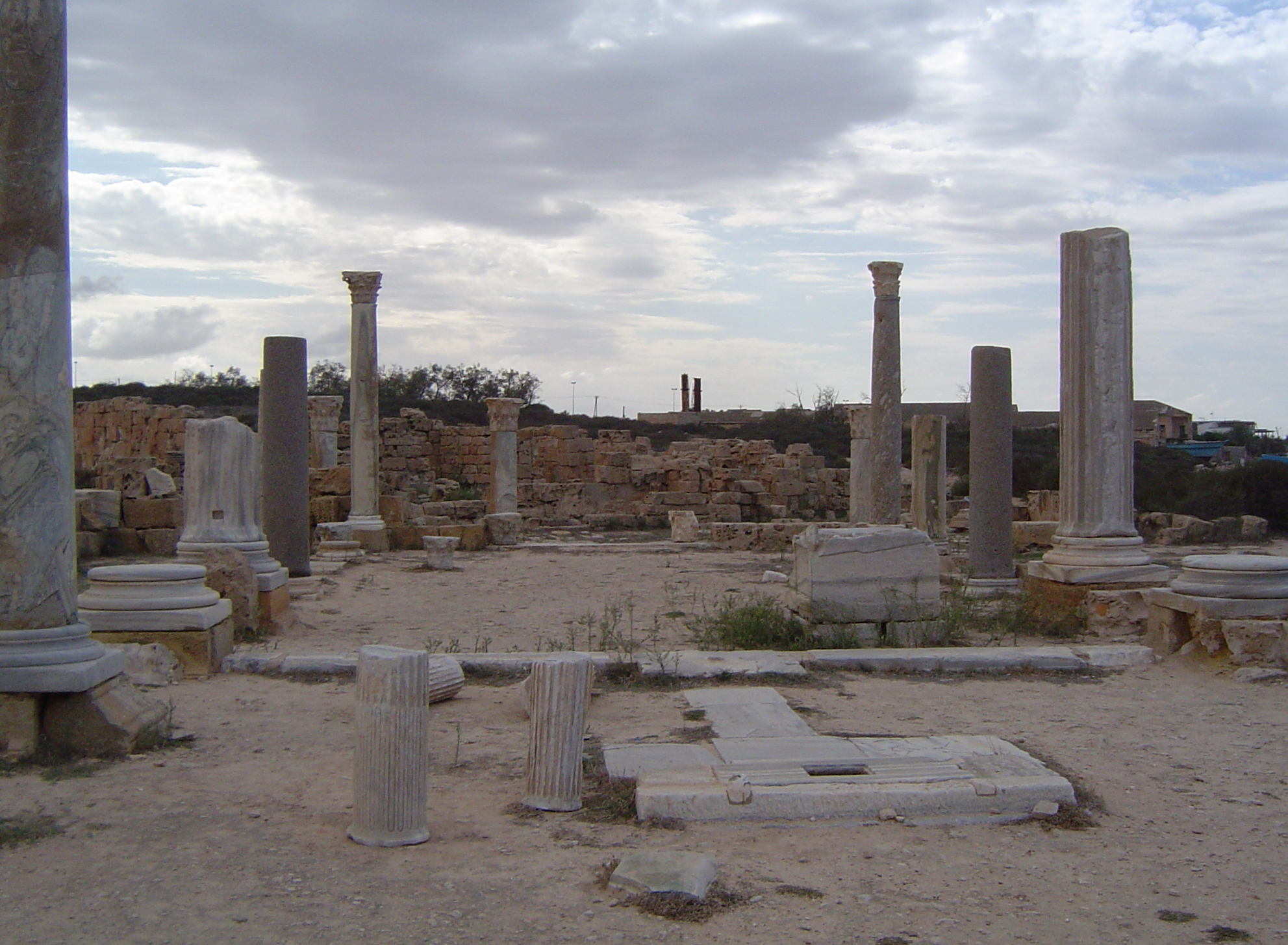
آثار كاتدرائية جستنيان البيزنطيَّة في صبراتة.

بحسب التقاليد الكنسية المتوارثة فإن القديس مرقس هو مؤسس الكنيسة القبطية ولذلك تسمى «الكنيسة المرقسية». القديس مرقس هو أحد الرسل السبعين الذين اختارهم يسوع وأطلقهم لنقل البشارة. وقد ورد ذكره في سفر أعمال الرسل كأحد مرافقي القديس بولس في أنطاكية وقبرص، وأحد أتباع القديس بطرس وتلامذته، ومن ثم هو أيضًا كاتب الإنجيل الثاني في العهد الجديد والمنسوب لشخصه عن ذكريات نقلها إليه بطرس. أصل القديس مرقس غير معروف، وإن كانت بعض التقاليد وبعض كتابات آباء الكنيسة تعيده إلى مدينة برقة في ليبيا. وصل القديس مرقس إلى الإسكندرية حسب ما يتفق عليه المؤرخون الأقباط حوالي عام 61 ويرجع البعض الآخر ذلك لعام 55، قادمًا من ليبيا حيث بشّر هناك أولاً بعد أن عاد من روما على ما يذكر ساويرس بن المقفع في كتابه «تاريخ البطاركة».
أخذت المسيحيَّة بالانتشار أولًا بين الأفارقة في برقة وطرابُلس وإفريقية ابتداءً من القرن الثاني الميلادي، وكان أوَّل أقاليم المغرب دُخولًا في المسيحيَّة إقليمُ برقة، وكان للمسيحيَّة فيها تاريخٌ طويل هو جُزءٌ من تاريخ المسيحيَّة في مصر، ثُمَّ انتشرت في إفريقية، وأصبحت هذه الأخيرة من مراكزها الرئيسيَّة، وقامت فيها الكنائس وامتدَّت بِصُورةٍ سطحيَّةٍ على طول الشريط الساحلي في المغربين الأوسط والأقصى حتَّى طنجة. وتُظهر واحدة من أوائل الوثائق التي تسمح لنا فهم تاريخية المسيحية في شمال أفريقيا والتي تعود إلى العام 180 ميلادي: أعمال شهداء قرطاج. وهو يسجل حضور عشرات من المسيحيين الأمازيغ في قرية من مقاطعة أفريكا أمام الوالي. أتى المبشرون بالمسيحية إلى المغرب خلال القرن الثاني، ولاقت هذه الديانة قبولاً بين سكان البلدات والعبيد وبعض الفلاحين. وبرز في تلك الفترة الأسقف سينيوس من بلاغراي (مدينة البيضاء حالياً)، والذي كتب في اللاهوت والخيمياء والشعر والنثر، وكان من الأساقفة المتزوجين.
تنسب الآريوسية وهي مذهب مسيحي، إلى آريوس (حوالي 250 - 336) الذي ولد في قورينا (ليبيا الحاليَّة) وتتمحور تعاليمها المختلفة عن سائر الطوائف في علاقة أقانيم الثالوث الأقدس ببعضها البعض، وطبيعة هذه الأقانيم. في العام 325 اعتبر آريوس هرطوقًا في مجمع نيقية الذي عقده الإمبراطور قسطنطين، وكان قد أدين قبلها في مجمع محلي عقد بالإسكندرية عام 316. ومجمع محلي آخر عقد في أنطاكية عام 320.لكن هذه الإدانة لم تكن نهائية إذ تمت تبرئة آريوس عام 335 في مجمع محلي عقد في صور، إثر اعترافه بصيغة قانون الإيمان الخاص بمجمع نيقية: موجود مع الآب قبل كل الدهور، وإن لم يناقش أو يذكر تتمة هذه العبارة: مساوٍ للآب في الجوهر. وعندما وقعت بلادُ المغرب تحت حُكم قبائل الوندال الجرمانيَّة، ابتدأ فصلٌ جديد من فُصول الصراع الدينيّ، فقد فرض الوندال على الناس مذهبهم الآريوسي الذي يقول بطبيعة المسيح البشريَّة، واضطهدوا النصارى النيقيين وصادروا أملاك الكنيسة وأموالها وحوَّلوها إلى الآريوسيين. ولمَّا استعاد الروم البلاد المغربيَّة من الوندال، أخذت الدولة تعمل على حسم الخلافات الدينيَّة، فاستعاد البيزنطيّون الكنائس المُغتصبة، وثأروا من الآريوسيين أشد الثأر، واضطهدوا الدوناتيَّة وكذلك اليهود، ولكنَّ ذلك لم يمنع انتشار مذاهب جديدة مثل النسطوريَّة القائلة بِثُنائيَّة طبيعة المسيح: الإلهيَّة والإنسانيَّة.

### العصور الوسطى

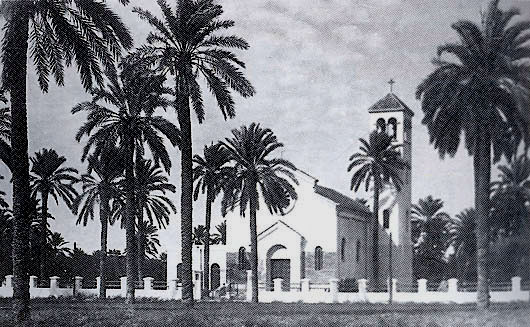
صورة تاريخيَّة لكنيسة زليتن الكاثوليكيَّة.

كانت التجمعات القبطية في العديد من البلدان تحت أبرشية غرب بنتابوليس القديمة، والتي كانت جزءًا من الكنيسة القبطية الأرثوذكسية لعدة قرون حتى القرن الثالث عشر. وكانت المسيحية الكاثوليكية في ليبيا خلال العصور الوسطى وعصر النهضة مقتصرة على التجار القادمين من جمهورية البندقية وجمهورية جنوة وجنوب إيطاليا، وفي عام 1510 احتل الإسبان طرابلس ثم منحها ملك إسبانيا وإمبراطور الإمبراطورية الرومانية المقدسة شارل الخامس إلى فرسان القديس يوحنا «فرسان مالطا» عام 1535، وانتهى الحكم المسيحي لطرابلس وضواحيها مع وصول الأتراك العثمانيون. في القرن الخامس عشر عرفت المنطقة جهاد بحري وهي عمليات التي قام بها المسلمون ضد سواحل أو سفن الدول الأوروبية المعادية لها من القرن السادس عشر إلى أوائل القرن التاسع عشر في منطقة الغربية للبحر الأبيض المتوسط وعلى طول سواحل المحيط الأطلسي الأوروبية والأفريقية.
كانت قواعد انطلاقهم كانت معاقل منتشرة على طول سواحل شمال أفريقيا خصوصًا مدن تونس وطرابلس وال‍مغ‍رب وسلا وموائي. وبالتالي تواجدت جالية مسيحية أوروبية تتكون من الأسرى بشكل خاص؛ وقد تأسست في أوروبا المسيحية عدد من الرهبانيات المسيحية والتي عملت على تحرير الأسرى المسيحيين، ومن بين أبرز هذه الرهبانيات كانت الرهبنة الثالوثية والتي كان هدفها الرئيسي فدية السجناء المسيحيين في شمال أفريقيا وإطلاق سراحهم. وحقق الآباء الثالوثيين الحوار بين الحضارات في بلدان البحر المتوسط والتبادل الثقافي بقبول سلمي وروحي. وتُعد كنيسة سيدة الملائكة في المدينة القديمة بطرابلس والتي بنيت في عقد 1645 أقدم الكنائس في البلاد، بإذن من سلطان الدولة العثمانية.

### العصور الحديثة

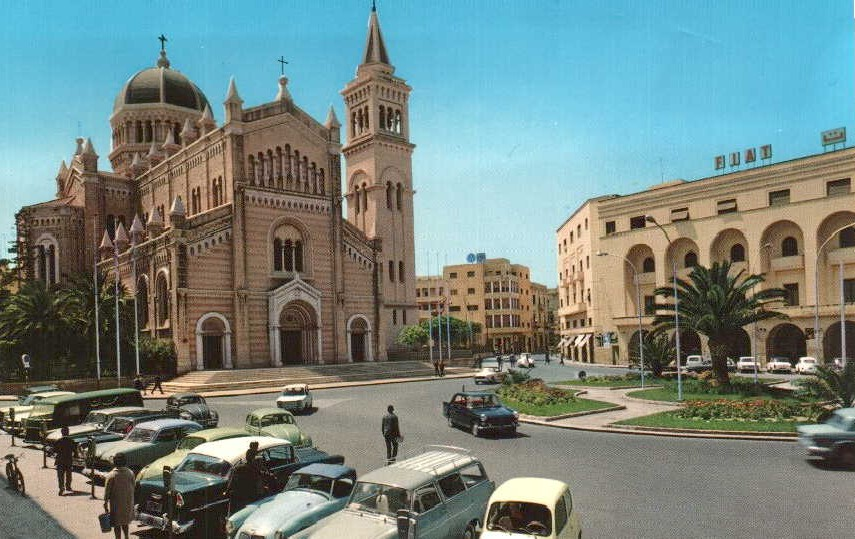
كاتدرائية طرابلس.

في عام 1858 تم بناء أقدم حديثة في بنغازي، وهي كنيسة مريم الطاهرة، وقد قام برعايتها الرهبان الفرنسيسكان. امتدح الرحالة الألماني غوستاف نختغال عام 1869 الجالية المالطية التي تسكن الحي الإسلامي أو باب البحر في مدينة طرابلس، وذكر أن أغلب أفرادها يتاجرون في النبيذ والتبغ، ورغم ازدراء الأهالي المسلمين للعنصر المالطي هناك نظرة شائعة بينهم تُشير إلى أن «المالطيين عرب أفسدهم الدم المسيحي». وبحسب الرحالة الألماني، وفد المالطيون إلى بلدان الشمال الإفريقي فقراء، ولكنهم لا يلبثون إلا سنوات قليلة حتى يجمعوا ثروات طائلة بسبب نشاطهم وجديتهم وذكائهم وخبرتهم. وبجانب التجارة كانوا يمارسون الزراعة والملاحة وتربية الماشية، ويشتهرون بكثرة إنجاب الأطفال، وكانوا يُشكلون الطبقة الأوروبية الراقية. في عام 1870 بُنيت «كاتدرائية سانتا ماريا ديلي أنيلي» من قبل الجالية المالطية القاطنة في المدينة والتي كانت متواجدة تحديدًا في منطقة الظهرة في طرابلس. بين عام 1901 وعام 1902، زار الرحالة الإيطالي غوستانيو روسي طرابلس، وذكر أن في طرابلس كنيسة واحدة في المدينة وأخرى في الريف، وأن قبة الكنيسة تعلو كل مآذن المدينة، وهذا ما يثير مشاعر الضيق والتبرم لدى الأهالي الذين لا يطيقون أن تكون الصومعة أعلى من مآذنهم. ومع ذلك قال أنهم متسامحون، إذ تجري ممارسة الطقوس الدينية المسيحية خارج الكنيسة سواء التعميد أو الزواج أو الجنائز من دون مضايقة.
في عام 1911 شنت مملكة إيطاليا الحرب على الدولة العثمانية واستولت على ليبيا كمستعمرة، وتم تشجيع المستوطنين الطليان على القدوم إلى ليبيا منذ عام 1911 وحتى اندلاع الحرب العالمية الثانية. وشهدت الطائفة الكاثوليكيَّة نمواً هائلاً في تلك السنوات حيث تشكلت من المستوطنين الطليان والمالطيين، حيث تم بناء العديد من الكنائس الجديدة لصالح الجالية الإيطالية المتنامية: في أواخر عشرينيات القرن العشرين، تم بناء الكاتدرائيات الكاثوليكية في طرابلس وبنغازي، وكانت كاتدرائية بنغازي الأكبر في شمال أفريقيا. تركز الكاثوليك في الساحل حول مدينة طرابلس (شكلوا حوالي 37% من سكان المدينة) وبنغازي (شكلوا حوالي 31% من سكان المدينة). وكانت الأقليّة التي تتبع المذهب الكاثوليكي أكبر الأقليات الأجنبية المسيحية في ليبيا إبان الإحتلال الإيطالي للبلاد وقد وصلت أعدادهم إلى 140,000 قبيل الاستقلال، وكانت أكبر جالية كاثوليكية هي المنحدرة من الليبيون الإيطاليّون، وتضاءلت تلك الجالية تدريجيًا مع طرد بقايا الاستعمار في بداية السبعينيات من القرن العشرين لتصل إلى حوالي 35,000 نسمة مع انقلاب 1969 في ليبيا. خلال حقبة ليبيا الإيطالية قَدِم العديد من اليونانيين إلى لبيبا، وقاموا بالاستيطان في المقام الأول في مدينة بنغازي، وعملوا في مجال صياغة الذهب والفضة.

#### عهد معمر القذافي

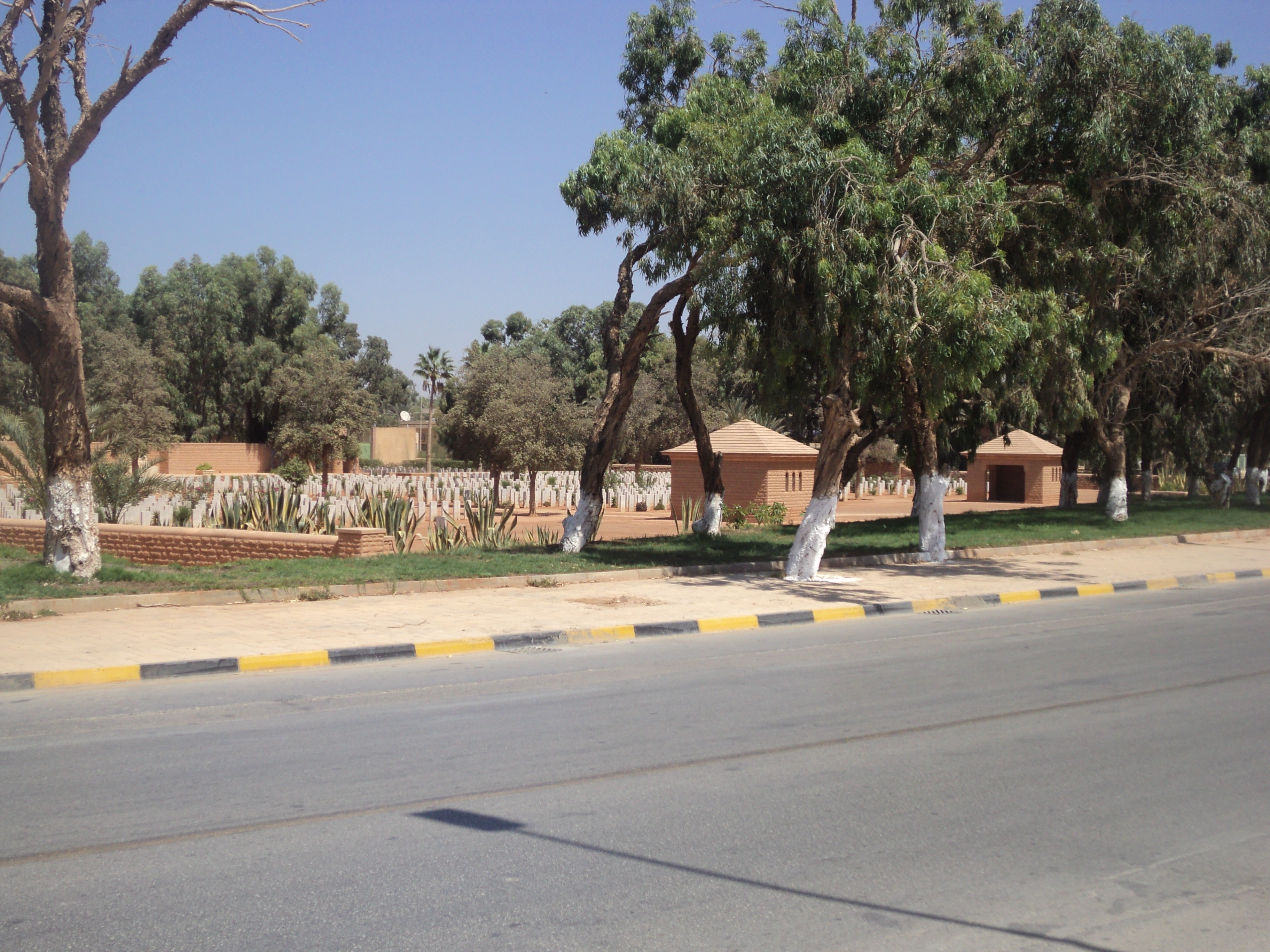
مقبرة مسيحيَّة في بنغازي.

مع ترأس معمر القذافي مجلس قيادة الثورة الليبية عام 1969، نفذ مجلس قيادة الثورة تدابير للإصلاح الاجتماعي، واعتماد الشريعة الإسلامية كأساس للتشريع. وتم حظر شرب الكحول، وأغلقت النوادي الليلية والكنائس المسيحية، وتم تشجيع ارتداء الملابس الليبية التقليدية، وصدر قرار باعتماد اللغة العربية باعتبارها اللغة الوحيدة المسموح بها في الاتصالات الرسمية وعلى لافتات الطرق، كما وطُرد الطليان واليهود الليبيين من البلاد. رفض القذافي النهج العلماني للقومية العربية التي كانت منتشرة في سوريا، وركزت حركته الثورية على الإسلام بشكل أقوى بكثير بالمقارنة مع الحركات القومية العربية السابقة. واعتبر أن العروبة والإسلام لا ينفصلان، مشيرًا إليهما بـ «واحد لا ينفصل»، ودعا الأقلية المسيحية في العالم العربي إلى اعتناق الإسلام. وأصرَّ على أن الشريعة الإسلامية يجب أن تكون أساس قانون الدولة، وطمس أي تمييز بين المجالين الديني والعلماني. خلال عهد معمر القذافي أضهد الأمازيغ ومن تبقى من الطليان واليهود الليبيين. في عام 1970، بعد صعود معمر القذافي إلى السلطة، تحولت كاتدرائية طرابلس إلى مسجد يحمل اسم «جامع جمال عبد الناصر» أو «مسجد ساحة الجزائر». كما وتم وضع خطط لتحويل كاتدرائية بنغازي لكن تم إلغاء الخطة لاحقا، وتم استخدام المبنى لاحقًا كمقر للاتحاد الاشتراكي العربي. تم اغلاق كنيسة مريم الطاهرة في بنغازي عقب انقلاب سبتمبر 1969 حتى 1976، حيث سُمح بافتتاحها مجدداً ليعاد افتتاحها رسمياً لخدمة المجتمع المسيحي في بنغازي في 8 ديسمبر عام 1977.
في عام 2009 هدد معمر القذافي بإعادة النظر بوضع المسيحية والكنائس بالعالم الإسلامي، وذلك في أول رد ليبي مباشر على الاستفتاء الذي صوت فيه غالبية السويسريين لصالح حظر مآذن المساجد على أراضيه. كما ووصف الديانة المسيحية «بالوثنية». وأثارت دعوة معمر القذافي أن يصبح الإسلام دين أوروبا زوبعة في إيطاليا خلال زيارته لمدينة روما عام 2010، وأعتبر الفاتيكان هذه التصريحات تقليلاً من الاحترام للبابا وللإرث المسيحي لأوروبا. في أواخر حكم معمر القذافي اقامة عيد القيامة بمدينة البيضاء وشارك نحو مئة من الراهبات والرهبان الأجانب في الاحتفال، وكان ذلك تحت رعاية سيف الإسلام القذافي وبحضور توماس كابوتو سفير الفاتيكان غير المقيم لدى ليبيا وجوفاني مارتينيلي أسقف الكنيسة الكاثوليكية في ليبيا.

#### الحرب الأهلية الليبية والوضع الحالي

الكنيسة الكاثوليكية السابقة في قرية عمر المختار.

في صيف عام 2014 بدأت أزمة في ليبيا ومعارك دامية بين مليشيات متصارعة، قوات الجيش بقيادة اللواء المتقاعد سابقا خليفة حفتر وبين مليشيات إسلامية، بوجود حكومة المؤتمر الوطني العام المؤقتة ومنتهية الصلاحية في طرابلس وبرلمان يجتمع نواب منه في طبرق، وفي ديسمبر عام 2014 قُتل طبيب قبطي وزوجته في منطقة جارف في سرت، وخطفت إبنتة لهما في الثالثة عشرة من عمرها ووجدت جثتها لاحقا غرب سرت. في عام 2015 قام تنظيم الدولة الإسلامية (داعش) بإعدام 21 مصري قبطي تحت عنوان رسالة موقعة بالدماء إلى أمة الصليب. حيث بث تنظيم الدولة الإسلامية (داعش) فيديو يُظهر عملية ذبح 21 مصري قبطي على إحدى السواحل يُشار إليها على إنها في ليبيا. وأظهرت الصور معاملة مشينة من عناصر داعش للأسرى، حيث ساقهم واحداً واحداً، وأظهرت إحدى صور تلطخ مياه البحر بلون الدم. في 19 أبريل من عام 2015، أصدر تنظيم الدولة الإسلامية (داعش) فيديو آخر قاموا فيه بإعدام حوالي 30 مسيحيًا إثيوبيًا في ليبيا. هناك علاقات سلمية نسبياً بين المسيحيين والمسلمين في ليبيا. ومع ذلك، هناك قيود على النشاط الديني المسيحي، ويُحظر التبشير بين المُسلمين، على الرغم من أن الرجل غير المسلم يجب أن يعتنق الإسلام إذا أراد الزواج من امرأة مسلمة، كما أنَّ الأدب الديني مُقيد.
حاليًا تعتبر الجالية الأرثوذكسية القبطية من كبرى الجاليات المسيحية في ليبيا وأغلبهم من العمالة المصرية الوافدة، وبلغ عدد أقباط ليبيا حوالي 60,000، في حين تقدر عدد أتباع الكنيسة الروسية الأرثوذكسية والكنيسة الصربية الأرثوذكسية والكنيسة اليونانية الأرثوذكسية بحوالي 10,000 نسمة. أمّا الجالية الكاثوليكية فتقدر بحوالي 100,000 نسمة ومعظمهم من المنحدرين من أصول إيطاليّة ومالطية والذي يعود تواجدهم في ليبيا إلى الاستعمار الإيطالي والعمال الأوروبيين في الشركات والممرضات الأوروبيات في المستشفيات الليبية. وكذلك يوجد عدد اقل من الأنجليكان وأغلبهم من المهاجرين الأفارقة. وبحسب دراسة تعود إلى عام 2015 حوالي 1,500 مواطن مسلم ليبي تحول إلى المسيحية.

## الطوائف المسيحية

### الكاثوليكية

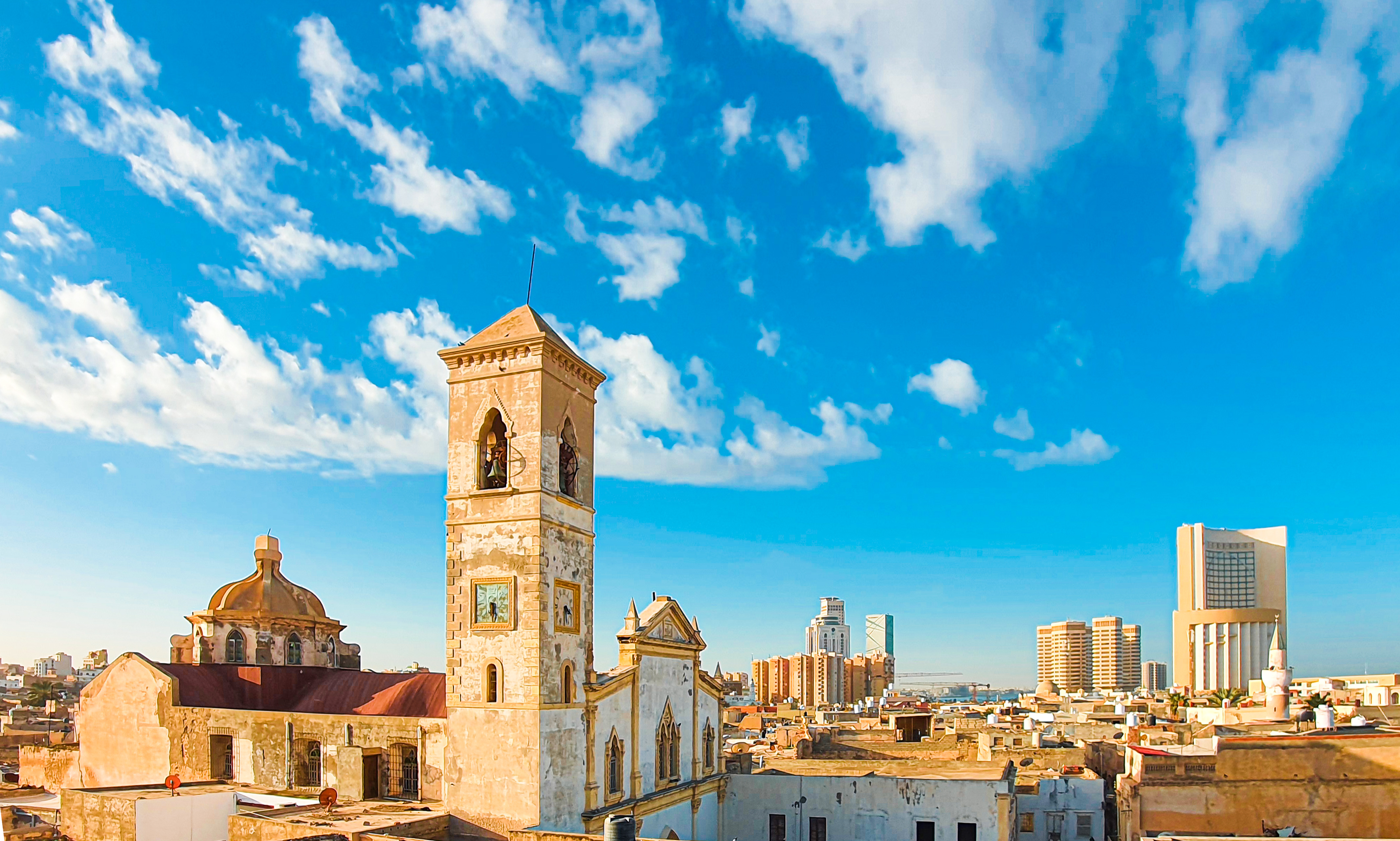
كنيسة سيدة الملائكة الكاثوليكية في المدينة القديمة بطرابلس.

الكنيسة الكاثوليكية الليبية هي جزء من الكنيسة الكاثوليكية العالمية في ظل القيادة الروحية للبابا في روما، وفقاً لمركز بيو للأبحاث تقدر أعداد أتباع الكنيسة الرومانية الكاثوليكية عام 2010 بحوالي 100,000 نسمة أو حوالي 1.5% من مجمل السكان، معظمهم من المنحدرين من أصول إيطاليّة ومالطيَّة والذي يعود تواجدهم في ليبيا إلى الاستعمار الإيطالي، بالإضافة إلى العمال الأوروبيين العاملين في الشركات والممرضات الأوروبيات العاملات في المستشفيات الليبية. وتعد كنيسة سيدة الملائكة في طرابلس والتي بُنيت في عقد 1645 أقدم الكنائس في البلاد. إبَّان الإحتلال الإيطالي للبلاد ازدادت أعداد أتباع المذهب الكاثوليكي لتصل إلى حوالي 140,000 قبيل الاستقلال، وكانت أكبر جالية كاثوليكية هي المنحدرة من الليبيون الإيطاليّون، وانخفضت أعداد تلك الجالية تدريجيًا مع طرد بقايا الاستعمار في بداية السبعينيات من القرن العشرين. تضم البلاد نيابة رسوليَّة في بنغازي ودرنة وطرابلس ومصراتة، ويتعبد كاثوليك البلاد في كنيستين وهي كنيسة القديس فرنسيس في العاصمة طرابلس وكنيسة سيدة الحبل بلا دنس في مدينة بنغازي، والتي يديرها الرهبان الفرنسيسكان.

### الأرثوذكسية

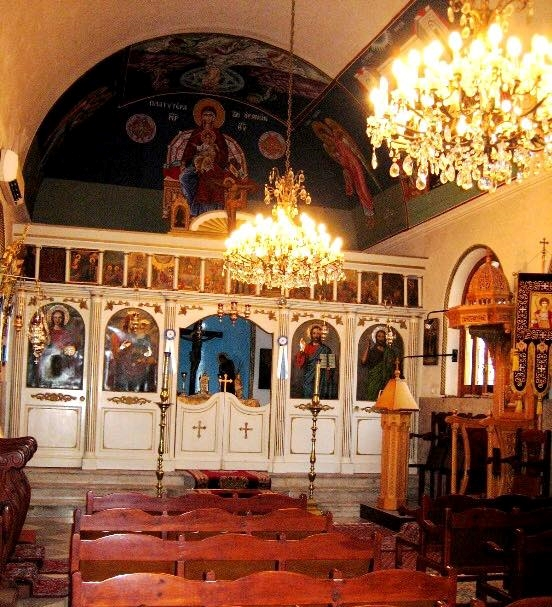
كنيسة يونانية أرثوذكسية بطرابلس.

تُعتبر الكنيسة القبطية الأرثوذكسية كبرى الكنائس الأرثوذكسيَّة في ليبيا، والتي يتبعها حوالي 60,000 قبطي، تليها الكنائس الأرثوذكسية الأخرى مثل الكنيسة الروسية الأرثوذكسية والكنيسة الصربية الأرثوذكسية والكنيسة اليونانية الأرثوذكسية والذين يُقّدر عددهم بحوالي 10,000. لدى أقباط البلاد جذور تاريخيَّة وثقافيَّة مشتركة مع مصر. تاريخيًا انتشرت المسيحية إلى برقة في من مصر؛ وتلقى سينيسيوس من بلاغراي (370-414) تعليمه ودراسته الدينيَّة في مدارس الإسكندرية المسيحيَّة. وتم تنصيب سينيسيوس أسقفًا من قبل ثيوفيلوس بطريرك الإسكندرية في عام 410. وجعل مجمع نيقية في عام 325 من سيرينايكا مقاطعة كنسية تابعة لكرسي الإسكندرية. وحتى اليوم لا يزال البابا الإسكندرية يتضمن بنتابوليس في لقبه كمجال لسلطته الروحيَّة والفقهيَّه. وكانت التجمعات القبطية في العديد من البلدان تحت أبرشية غرب بنتابوليس القديمة، والتي كانت جزءًا من الكنيسة القبطية الأرثوذكسية لعدة قرون حتى القرن الثالث عشر.
في عام 1971 أعاد البابا شنودة الثالث المنطقة الكنسيَّة كجزء من أبرشية المطران باتشوميوس، ويُعد بابا الإسكندرية أعلى سلطة روحية وتنفيذية في الكنيسة القبطية الأرثوذكسية، ويعود استعماله للقب بابا إلى القرن الثاني، ومن ثم جاء مجمع نيقية عام 325 ليقرّ الإسكندرية كمركز من مراكز المسيحية الخمس الكبرى أي بطريركية، إلى جانب أنطاكية والقدس والقسطنطينية وروما؛ أما ولاية بطريرك الإسكندرية فهي تشمل وفق تقسيم المجمع المذكور كلاً من مصر والسودان والحبشة وليبيا، وبحكم الهجرة التي ظهرت منذ القرن التاسع عشر فإن للبابا سلطة على ما يعرف باسم «أبرشيات الاغتراب». حاليًا يتوزع الأقباط في ليبيا على ثلاث كنائس قبطية أرثوذكسية وهي واحدة في مدينة طرابلس وبنغازي ومصراتة.

### البروتستانتية
تتواجد في البلاد جماعات بروتستانتية خمسينية خصوصًا في مدينة طرابلس وبنغازي، وفقاً لتقديرات مركز بيو للأبحاث عام 2010 تضم البلاد على حوالي 10,000 بروتستانتي. وتملك الجماعات البروتستانتية كنائس منزلية والتي هي في المقام الأول مجموعات عبادة تجتمع معًا كل يوم جمعة، بقيادة قساوسة خمسينيين. وعلى الرغم من أن هذه الجماعات لم يُوافق عليها رسميًا من قبل الحكومة الليبيَّة، فإنها تمارس عقيدتها دون أي تدخل من الحكومة. وكذلك تضم البلاد على عدد قليل من الأنجليكان وأغلبهم من المهاجرين الأفارقة. وبحسب دراسة تعود إلى عام 2015 حوالي 1,500 شخص مواطن مسلم ليبي تحول إلى المسيحية، وتحول معظمهم إلى المذهب الإنجيلي.

## الأوضاع الحالية

### أماكن العبادة المسيحية في ليبيا

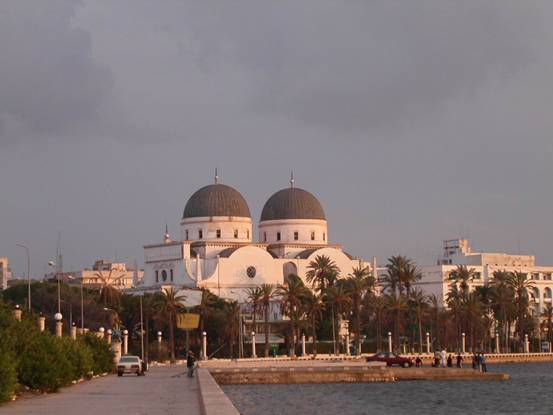
كاتدرائية بنغازي.

يوجد عدد كبير من الكنائس القديمة في المدن الليبية الإغريقية والرومانية والبيزنطية والتي أصبحث اليوم آثاراً، وتتواجد في صبراتة ولبدة وطلميثة وتوكرة وشحات والبيضاء وسوسة وطبرق. وتواجدت في ليبيا كاتدرائيتان تم بنائهما في فترة الاحتلال الإيطالي للبلاد هما في كاتدرائية طرابلس والتي بُنيت في العام 1928 وكاتدرائية بنغازي والتي بُنيت في عام 1937. كاتدرائية طرابلس تلك لم تكن الأولى في المدينة لكن سبقها كاتدرائية كاثوليكية قديمة في المدينة بُنيت في العام 1870 وهي «كاتدرائية سانتا ماريا ديلي أنيلي» والتي أسستها وبنتها الجالية المالطية في المدينة والتي كانت متواجدة تحديدا في منطقة الظهرة في طرابلس.
يوجد أيضاً عدد من الكنائس الصغيرة بالمستشفى العسكري الإيطالي في بنغازي والذي يُعرف حالياً باسم مستشفى الجماهيرية، إضافة لكنيسة يونانية أرثوذكسية. وكذلك توجد عدد قليل من الكنائس الخاصة بالجاليات في المدن الكبرى الأخرى مثل طرابلس، والبيضاء وطبرق ومصراتة.

### أوضاع اجتماعية
تعتبر العلاقات بين الغالبية الساحقة من المسلمين الليبيين والأقليات الأجنبية التي تُدين بالمسيحية سلمية بشكل كبير، ويسمح للمسيحيين في البلاد بممارسة عباداتهم وشعائرهم الدينية بحرية. كما تم في أواخر حكم معمر القذافي اقامة عيد القيامة بمدينة البيضاء وشارك نحو مئة من الراهبات والرهبان الأجانب في الاحتفال، وكان ذلك تحت رعاية سيف الإسلام القذافي وبحضور توماس كابوتو سفير الفاتيكان غير المقيم لدى ليبيا وجوفاني مارتينيلي أسقف الكنيسة الكاثوليكية في ليبيا.

## التأثير الحضاري

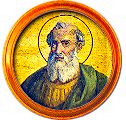
البابا فيكتور الأول: وهو من أصول ليبيَّة.

أنتجت المنطقة العديد من الشخصيات الذين كان لهم تأثير كبير في العالم المسيحي، بما في ذلك الإنجيلي مرقس وسمعان القوريني وآريوس وسينيسيوس وفيكتور الأول وإسطفانوس الليبي. بحسب التقاليد المسيحية ولد مرقس الكاتب للسفر الثاني من العهد الجديد إنجيل مرقس في شحات، وتشير أيضاً إلى سمعان القوريني ولد في برقة. كما تُشير التقاليد إلى أن آريوس، مؤسس مذهب الآريوسية المسيحي، قد ولد وترعرع في بتوليمايس. كان للآريوسية تأثير كبير على تاريخ المسيحية اللاهوتي والسياسي، وعلى الرغم من أنّ الآريوسية في أعقاب مجمع القسطنطينية الأول قد انقرضت من الشرق، فإنها ظلت في الغرب خصوصًا في ألمانيا وبعض مناطق البلقان بنتيجة فرضها من قبل ملوك القوط الشرقيين على القبائل الواقعة تحت حكمهم، ولم تندمج في بنية الكنيسة الكاثوليكية الرومانية إلا تدريجيًا وبحلول القرن الثامن.
كانت قورينائية أو برقة والمنطقة المحيطة بها أو «بنتابوليس»، منطقة إستوطنها الإغريق قديما وكانت المنطقة الغربية منها تشمل المدن الخمس الليبية وكانت تعرف وقتها باسم «بنتابوليس» وضمت قورينا مع مينائها أبولونيا (سوسة حاليا)، يوسبريديس أو بيرنيس أو برنيق (بنغازي حاليا)، باركي وبطولوميس (طلميثة حاليا). وتحولت فيما بعد إلى مقاطعة رومانية. بالإضافة إلى الإغريق والرومان، كان هناك أيضًا عدد كبير من السكان اليهود، ومع انتشار المسيحية، تحول العديد من اليهود والإغريق والرومان من سكان المنطقة إلى المسيحية. وأخذت المسيحيَّة بالانتشار أولًا بين الأفارقة في برقة وطرابُلس وإفريقية ابتداءً من القرن الثاني الميلادي، وكان أوَّل أقاليم المغرب دُخولًا في المسيحيَّة إقليمُ برقة، وكان للمسيحيَّة فيها تاريخٌ طويل هو جُزءٌ من تاريخ المسيحيَّة في مصر، ثُمَّ انتشرت في إفريقية، وأصبحت هذه الأخيرة من مراكزها الرئيسيَّة، كما وكانت برقة مركز أسقفي وثقافي مسيحي مزدهر حتى القرن السابع.

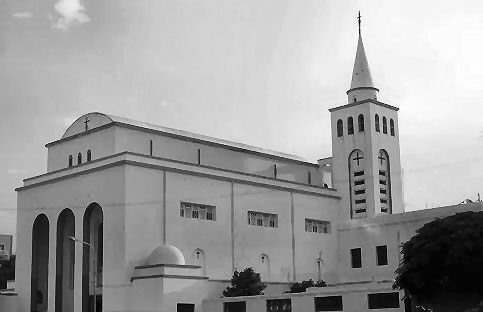
كاتدرائية القديس فرانسيس في طرابلس
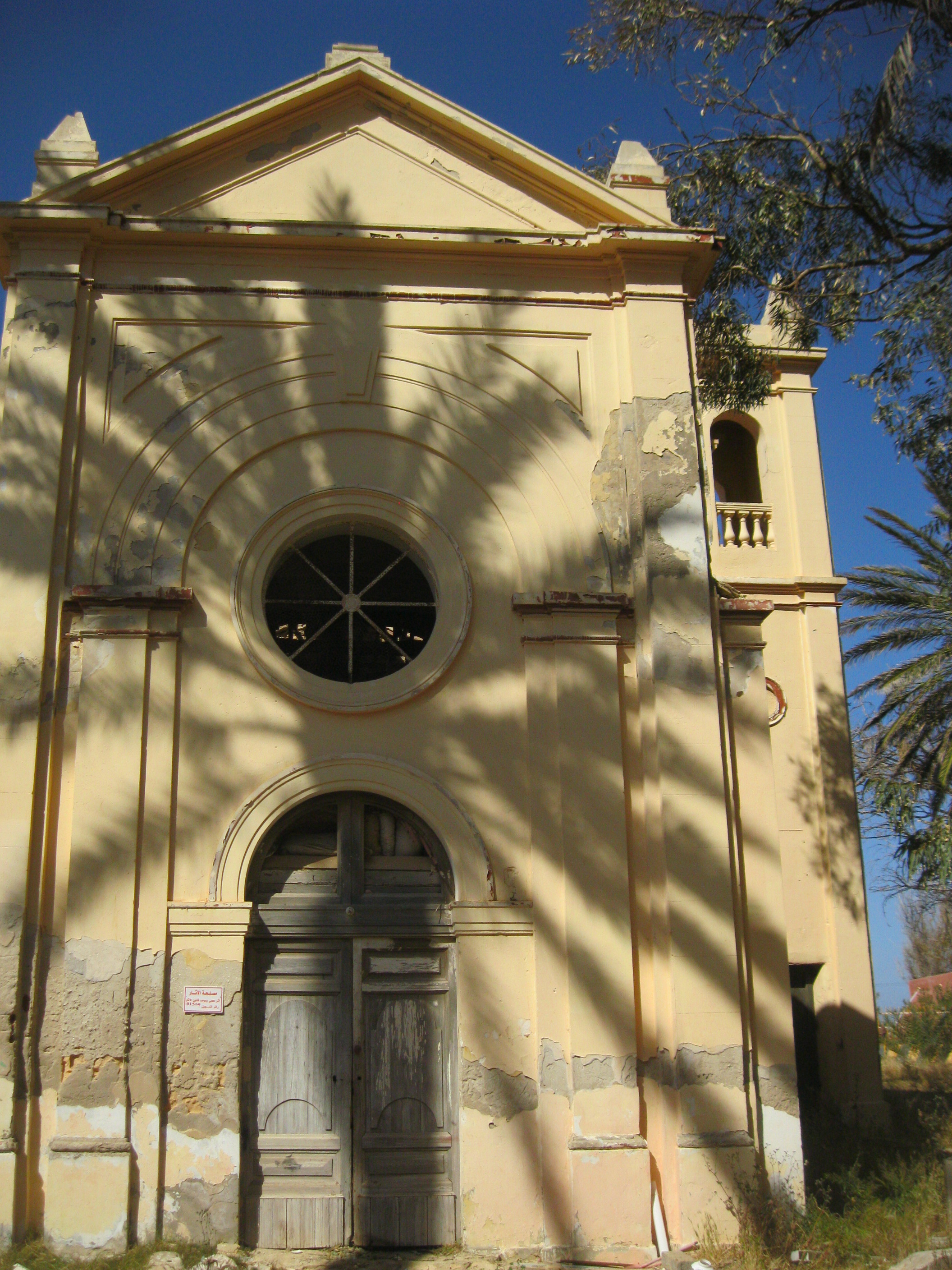
كنيسة أوستوني
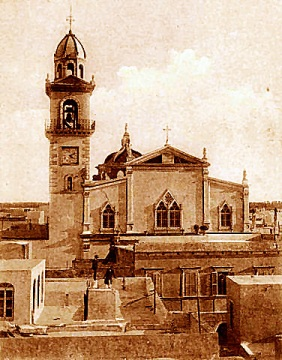
كنيسة سيدة الملائكة الكاثوليكية في المدينة القديمة بطرابلس عام 1930
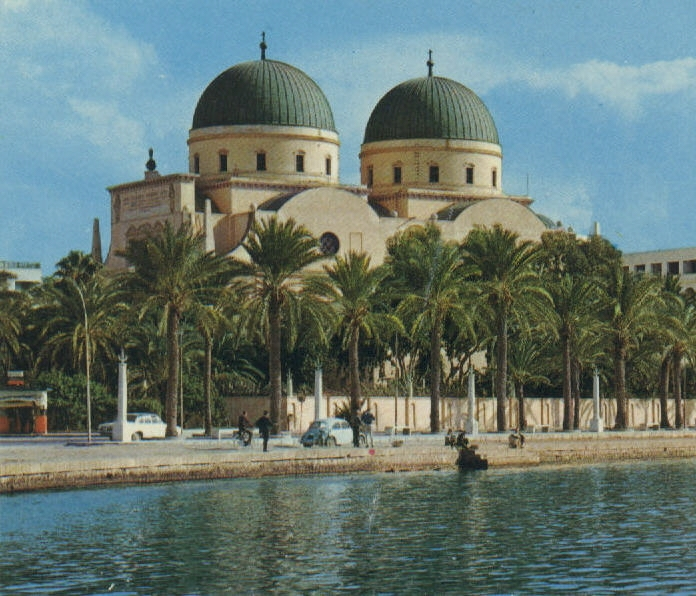
كاتدرائية بنغازي عام 1968
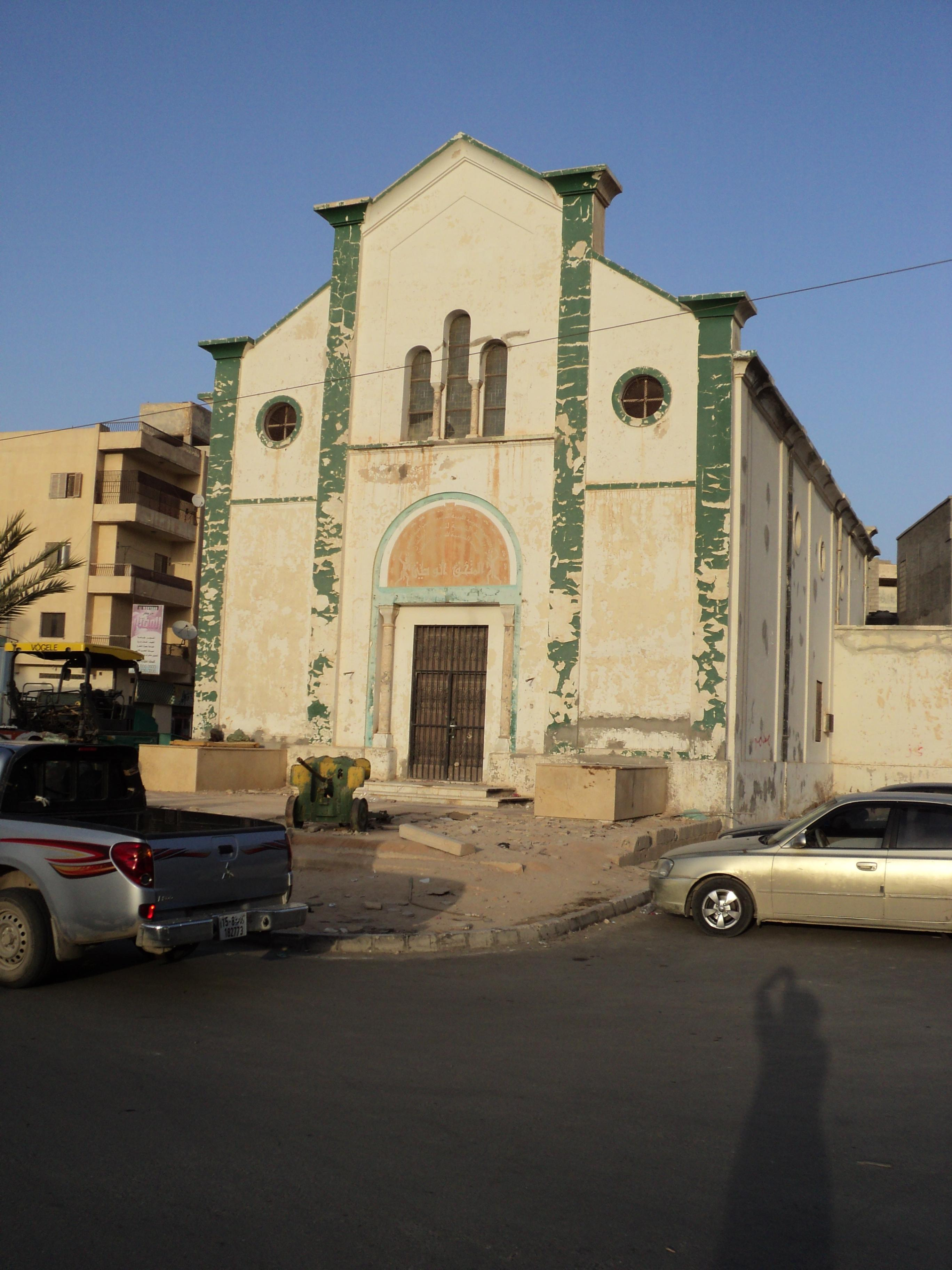
مبنى المتحف الوطني طبرق في طبرق والذي كان كنيسة كاثوليكية سابقًا